# Ktiš
Ktiš (en allemand : Tisch) est une commune du district de Prachatice, dans la région de Bohême-du-Sud, en République tchèque. Sa population s'élevait à 469 habitants en 2023.

## Géographie
Ktiš se trouve à 15 km au sud-est de Prachatice, à 27 km à l'ouest-sud-ouest de České Budějovice et à 131 km au sud de Prague.
La commune est limitée par Chroboly au nord-ouest et au nord, par Lhenice au nord-est, par Brloh à l'est, par Chvalšiny au sud-est, par le terrain militaire de Boletice au sud, et par Křišťanov à l'ouest.

## Histoire
La première mention écrite du village date de 1310.

## Administration
La commune se compose de neuf sections :
- Březovík
- Dobročkov
- Ktiš
- Ktiš-Pila
- Miletínky
- Smědeč
- Smědeček
- Tisovka
- Třebovice

## Galerie

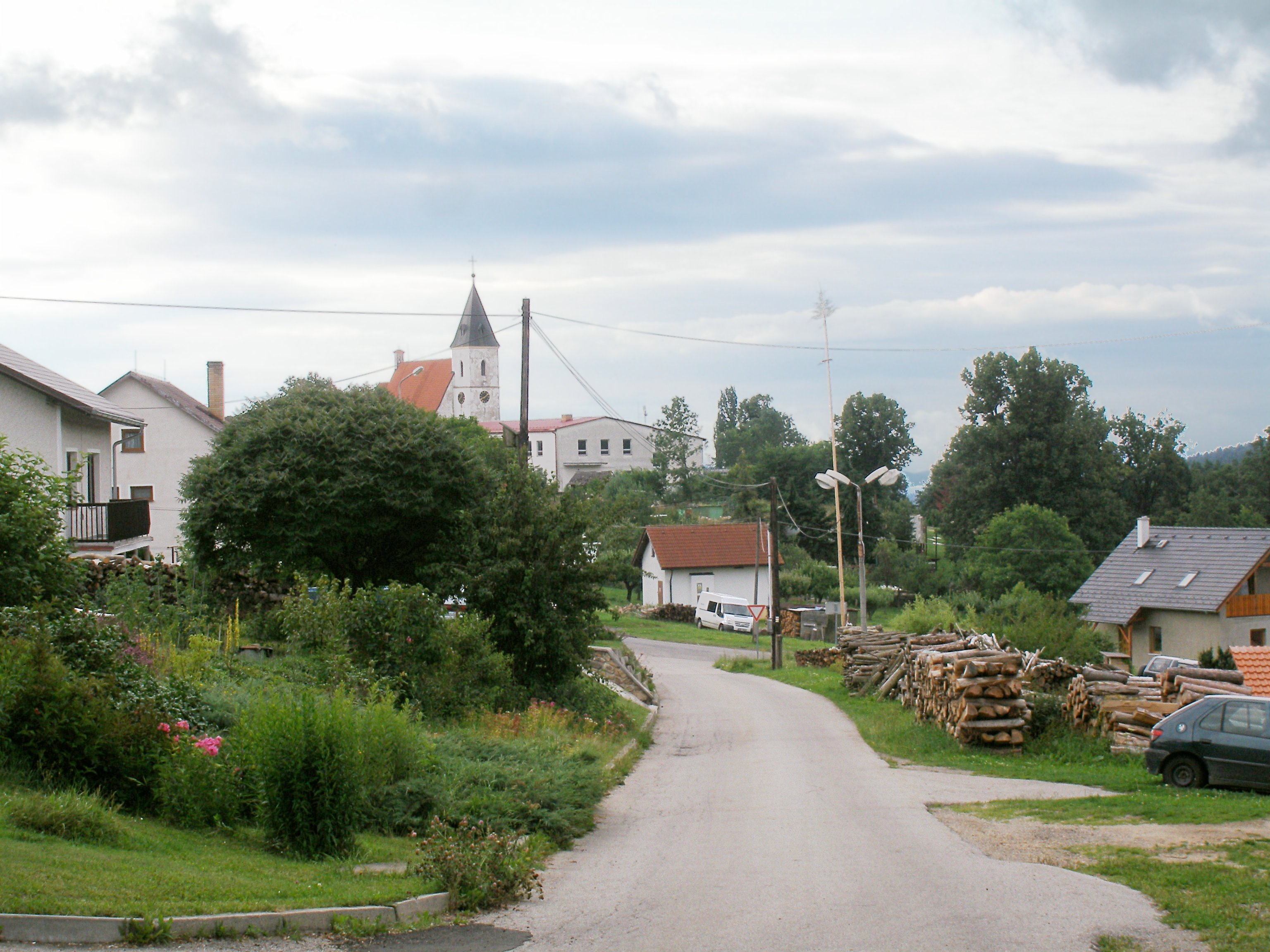
Rue de Ktiš.
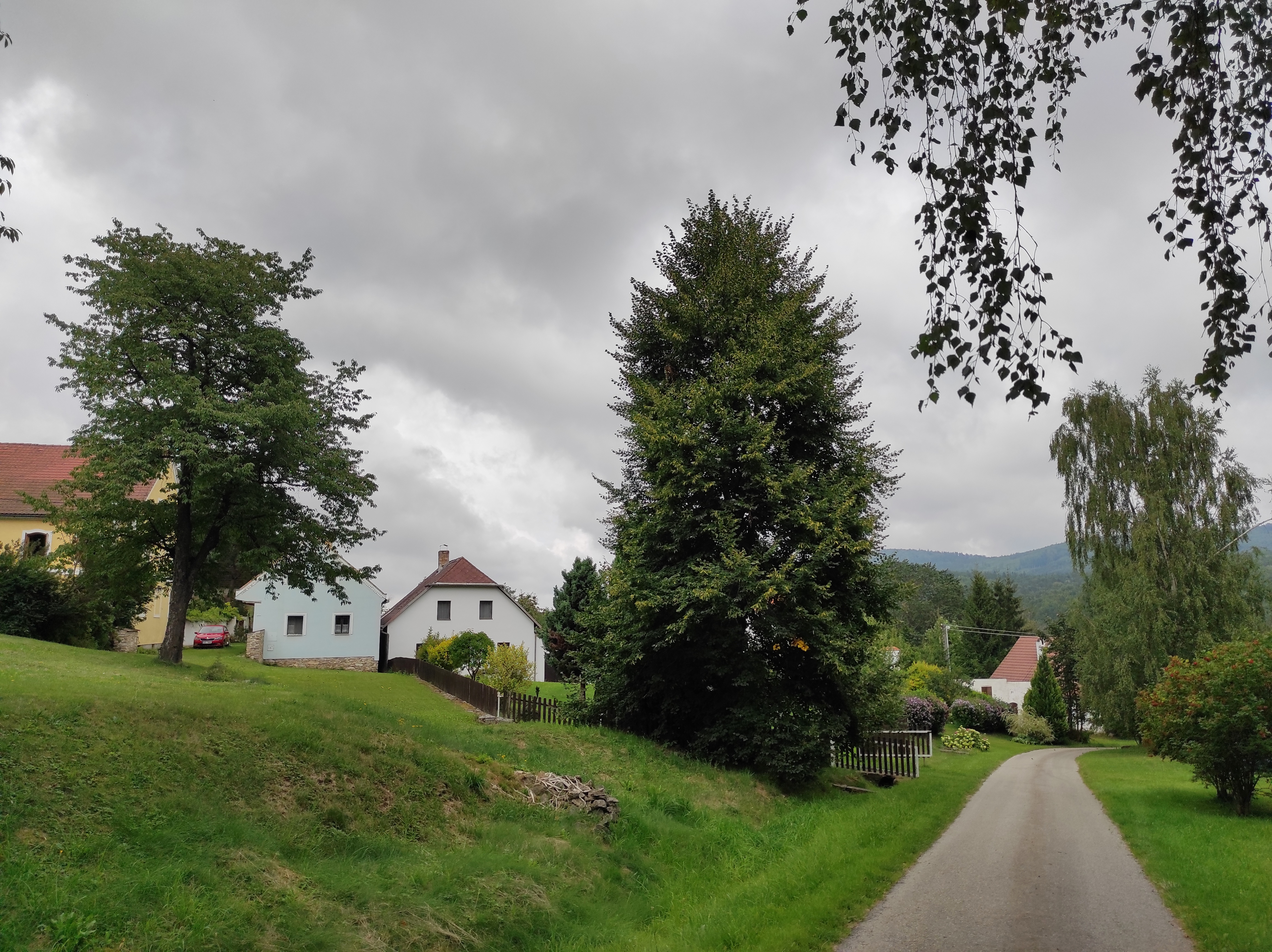
Smědeček.

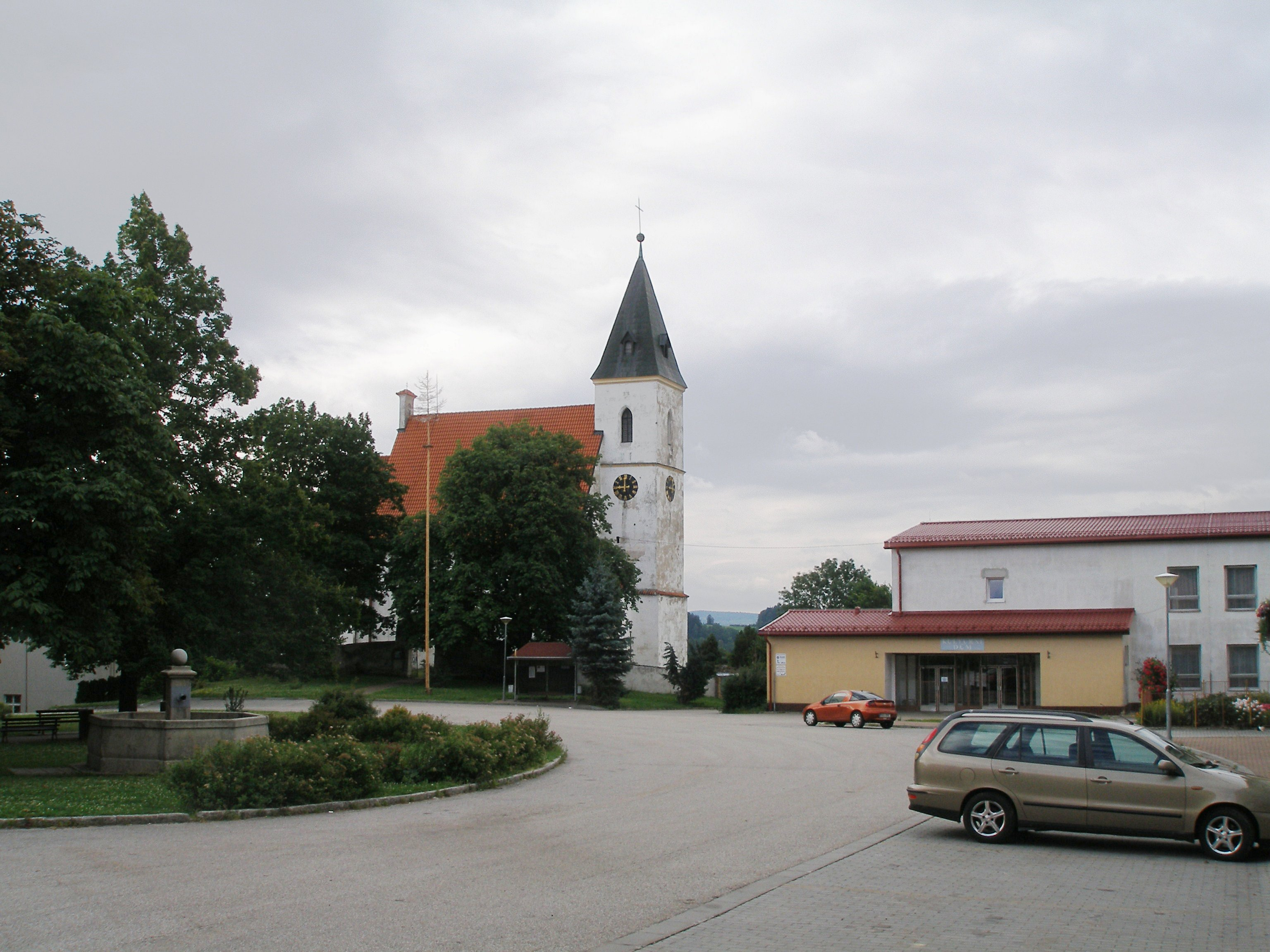
Église Saint-Barthélemy.

## Transports
Par la route, Ktiš se trouve à 19 km de Prachatice, à 32 km de Ceské Budejovice et à 165 km de Prague.